# Papa-formiga-do-sincorá
Formigueirinho-do-sincorá ou papa-formiga-do-sincorá (nome científico: Formicivora grantsaui) é uma espécie de ave pertencente à família dos tamnofilídeos, endêmica do Brasil.
Seu nome popular em língua inglesa é "Sincorá antwren".